# 郭巨

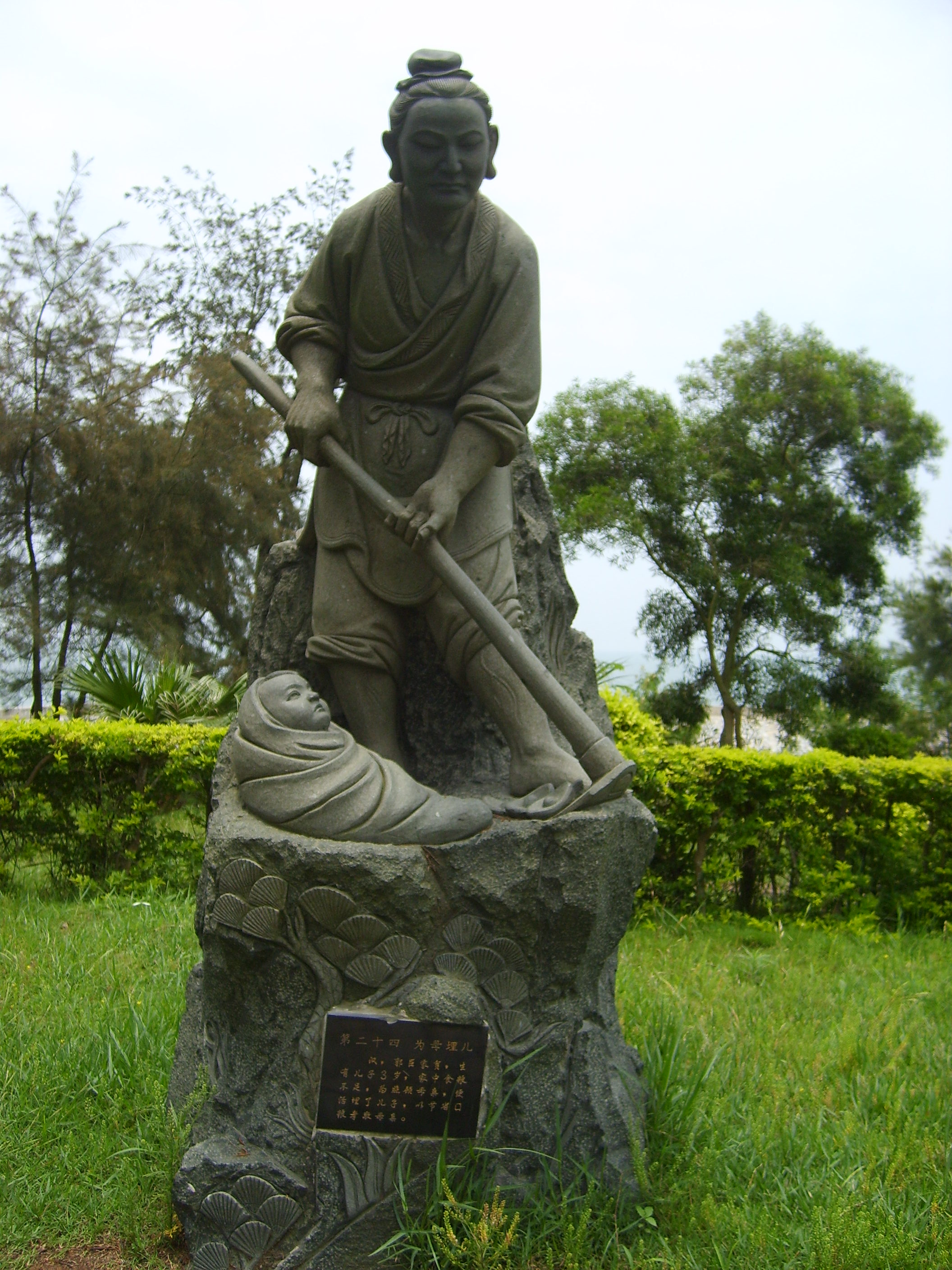
二十四孝之为母埋儿讲的就是郭巨的故事。

郭巨，字文舉，隆慮（今河南省安阳市林州市，旧名林縣）人，一說河內溫縣（今河南省焦作市溫縣西南）人。是中國古代故事《二十四孝》之「埋兒奉母」的主角。
郭巨埋兒奉母的故事最早出自晉朝的《搜神記》，後來被《二十四孝》作者改動了一些情節，成為二十四孝故事之一。
該故事有不同版本流傳，一說郭巨是漢朝人，原本家道殷實。父亡後家境貧困，其子三岁，郭母便把自己的食物分一些給孫兒。郭巨于是趁兒子外出後，拿食物給母親享用。有一天他的兒子溺斃，妻子惶恐而泣，巨說：「不要驚動母親，失去了兒子可以再生另一個，失去母親卻不可復得，現在去把兒子埋葬吧。」妻不敢違，於是掘了一個深三尺的坑。忽然天空行雷，震得兒子甦醒復活，並且在那裡發現有黃金一釜，上面竟然有丹書：“孝子郭巨，黃金一釜，以用賜汝。”。
另有说郭巨为养活母亲而打算将儿子活埋，挖坑时发现黄金，其后并无说明是否最终活埋儿子。
相传郭巨墓位於今河南安阳林州姚村镇村西（林州市四中学校院内），家住河南安阳林州市姚村镇三孝村西孝，也是埋子故事的發生地。村子有个庙，并且上面有“郭巨故乡”四个字的石碑。这个村原来叫埋子庄或孝子庄。

## 評價
鲁迅《朝花夕拾·二十四孝图》：“其中最使我不解，甚至于发生反感的，是‘老莱娱亲’和‘郭巨埋儿’两件事。……我最初实在替这孩子捏一把汗，待到掘出黄金一釜，这才觉得轻松。然而我已经不但自己不敢再想做孝子，并且怕我父亲去做孝子了。家境正在坏下去，常听到父母愁柴米；祖母又老了，倘使我的父亲竟学了郭巨，那么，该埋的不正是我么？如果一丝不走样，也掘出一釜黄金来，那自然是如天之福，但是，那时我虽然年纪小，似乎也明白天下未必有这样的巧事。”